# Jakub Hrůša
Jakub Hrůša est un chef d'orchestre tchèque né le 23 juillet 1981 à Brno.

## Biographie
Jakub Hrůša naît le 23 juillet 1981 à Brno.
Il étudie auprès de Jiří Bělohlávek, Radomil Eliška (en) et Leoš Svárovský (en) à l'Académie tchèque des arts de la scène de Prague, dont il sort diplômé en 2004.
Entre 2002 et 2005, Hrůša est chef associé à la Philharmonie tchèque, lauréat en 2003 du Concours international de direction d'orchestre (en) Lovro von Matačić de Zagreb et dirige régulièrement les principaux orchestres de son pays natal, avant de prendre la tête de la Philharmonie Bohuslav Martinů de Zlín entre 2005 et 2008 tout en étant jeune chef associé de l'Orchestre philharmonique de Radio France en 2005-2006.
Entre 2008 et 2015, il est chef du Prague Philharmonia (en). En 2008, il fait ses débuts au festival de Glyndebourne avec Carmen, avant d'être directeur musical de Glyndebourne on Tour entre 2010 et 2012,. Il est également premier chef invité du Tokyo Metropolitan Symphony Orchestra.
En 2015, Jakub Hrůša reçoit le prix Charles Mackerras. La même année, il est nommé chef principal de l'Orchestre symphonique de Bamberg, à compter de la saison 2016, poste où il est prolongé en 2018 jusqu'en 2026,. Il est aussi premier chef invité au Philharmonia Orchestra, à la Philharmonie tchèque à partir de la saison 2018,, ainsi qu'à l’Orchestra dell’Accademia Nazionale di Santa Cecilia à partir de 2021,,.
En 2022, il est nommé directeur musical du Royal Opera House à compter de 2025, où il succèdera à Antonio Pappano,.
En 2023, son contrat de chef principal de l’Orchestre symphonique de Bamberg est prolongé jusqu’à la saison 2028-2029.
En 2025, Jakub Hrůša est nommé directeur musical de l'Orchestre philharmonique tchèque à compter de la saison 2028-2029, pour une durée initiale de cinq ans,.